# Peter Rösch
Peter Rösch (Lausana, 15 de setembro de 1930 - 12 de janeiro de 2006) foi um futebolista suíço que atuava como defensor.

## Carreira
Peter Rösch fez parte do elenco da Seleção Suíça de Futebol, na Copa do Mundo de 1962.